# Liste der tschechischen Gemeinden mit erweitertem Wirkungsbereich

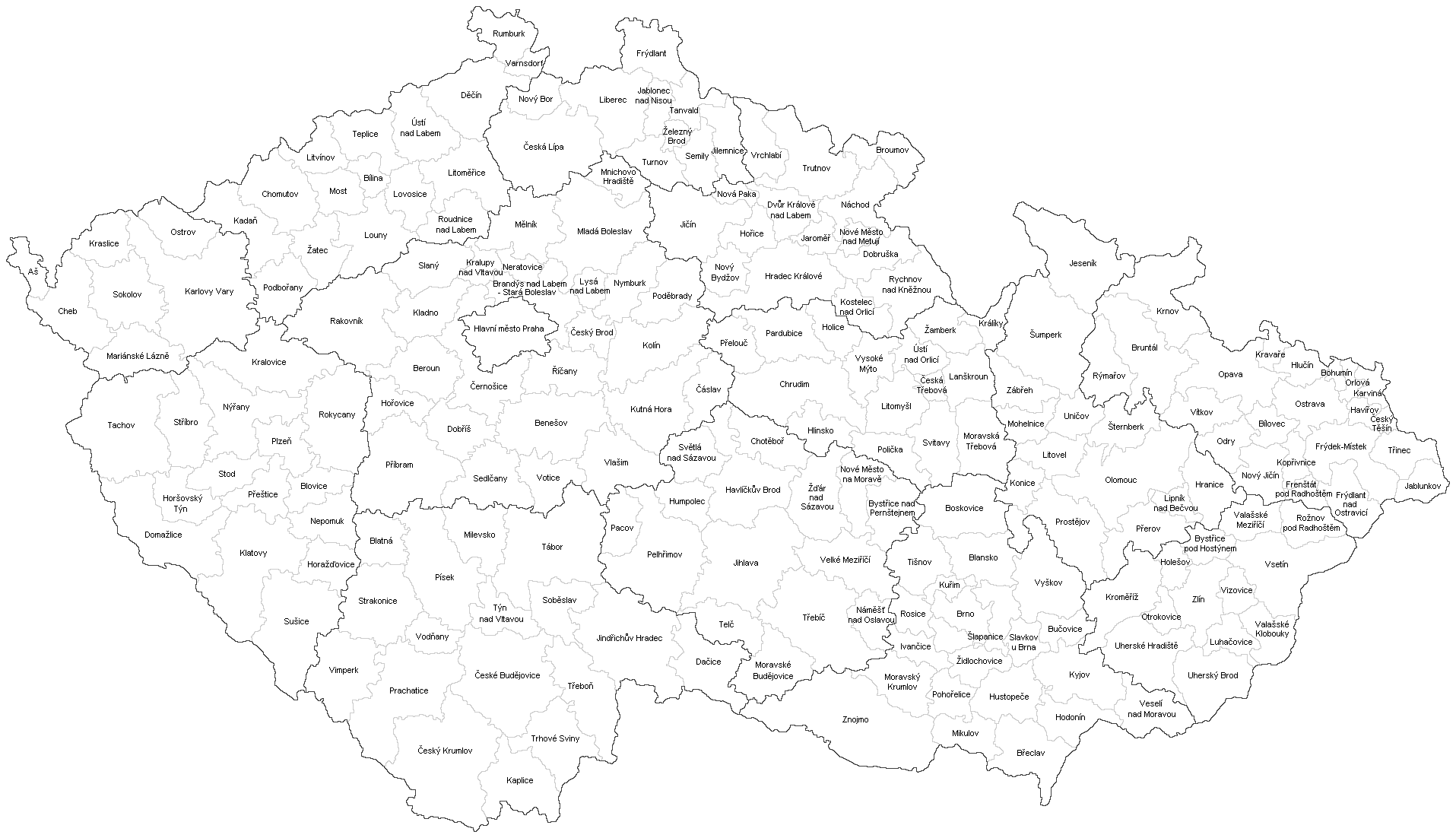
Schematische Karte Tschechiens. Gezeigt sind die Regionen und darin die Gemeinden mit erweiterten Befugnissen.

Mit dem 1. Januar 2003 wurde in Tschechien im Rahmen der Verwaltungsreform eine Veränderung der kommunalen Zuständigkeiten beschlossen. Dabei wurde die Verwaltungsebene Gemeinde mit erweitertem Wirkungsbereich (Obec s rozšířenou působností) geschaffen und die regionale Selbstverwaltung gestärkt.
Die Liste der tschechischen Gemeinden mit erweitertem Wirkungsbereich gliedert sich in drei Ebenen:
- Region (Kraj)

- Bezirke der Region (Okres)

- Gemeinden mit erweiterten Befugnissen in den Bezirken

## Středočeský kraj

### Okres Benešov
1. Benešov
2. Vlašim
3. Votice

### Okres Beroun
1. Beroun
2. Hořovice

### Okres Kladno
1. Kladno
2. Slaný

### Okres Kolín
1. Kolín
2. Český Brod

### Okres Kutná Hora
1. Kutná Hora
2. Čáslav

### Okres Mělník
1. Mělník
2. Kralupy nad Vltavou
3. Neratovice

### Okres Mladá Boleslav
1. Mladá Boleslav
2. Mnichovo Hradiště

### Okres Nymburk
1. Nymburk
2. Lysá nad Labem
3. Poděbrady

### Okres Praha-východ
1. Brandýs nad Labem-Stará Boleslav
2. Říčany

### Okres Praha-západ
1. Černošice

### Okres Příbram
1. Příbram
2. Dobříš
3. Sedlčany

### Okres Rakovník
1. Rakovník

## Jihočeský kraj

### Okres České Budějovice
1. České Budějovice
2. Trhové Sviny
3. Týn nad Vltavou

### Okres Český Krumlov
1. Český Krumlov
2. Kaplice

### Okres Jindřichův Hradec
1. Dačice
2. Jindřichův Hradec
3. Třeboň

### Okres Písek
1. Milevsko
2. Písek

### Okres Prachatice
1. Prachatice
2. Vimperk

### Okres Strakonice
1. Blatná
2. Strakonice
3. Vodňany

### Okres Tábor
1. Soběslav
2. Tábor

## Plzeňský kraj

### Okres Domažlice
1. Domažlice
2. Horšovský Týn

### Okres Klatovy
1. Horažďovice
2. Klatovy
3. Sušice

### Okres Plzeň-jih
1. Blovice
2. Nepomuk
3. Přeštice
4. Stod

### Okres Plzeň-město
1. Plzeň

### Okres Plzeň-sever
1. Kralovice
2. Nýřany

### Okres Rokycany
1. Rokycany

### Okres Tachov
1. Stříbro
2. Tachov

## Karlovarský kraj

### Okres Cheb
1. Aš
2. Cheb
3. Mariánské Lázně

### Okres Karlovy Vary
1. Karlovy Vary
2. Ostrov

### Okres Sokolov
1. Kraslice
2. Sokolov

## Ústecký kraj

### Okres Děčín
1. Děčín
2. Rumburk
3. Varnsdorf

### Okres Chomutov
1. Chomutov
2. Kadaň

### Okres Litoměřice
1. Litoměřice
2. Lovosice
3. Roudnice nad Labem

### Okres Louny
1. Louny
2. Podbořany
3. Žatec

### Okres Most
1. Litvínov
2. Most

### Okres Teplice
1. Bílina
2. Teplice

### Okres Ústí nad Labem
1. Ústí nad Labem

## Liberecký kraj

### Okres Česká Lípa
1. Česká Lípa
2. Nový Bor

### Okres Jablonec nad Nisou
1. Jablonec nad Nisou
2. Tanvald
3. Železný Brod

### Okres Liberec
1. Frýdlant
2. Liberec

### Okres Semily
1. Jilemnice
2. Semily
3. Turnov

## Královéhradecký kraj

### Okres Hradec Králové
1. Hradec Králové
2. Nový Bydžov

### Okres Jičín
1. Hořice
2. Jičín
3. Nová Paka

### Okres Náchod
1. Broumov
2. Jaroměř
3. Náchod
4. Nové Město nad Metují

### Okres Rychnov nad Kněžnou
1. Dobruška
2. Kostelec nad Orlicí
3. Rychnov nad Kněžnou

### Okres Trutnov
1. Dvůr Králové nad Labem
2. Trutnov
3. Vrchlabí

## Pardubický kraj

### Okres Chrudim
1. Hlinsko
2. Chrudim

### Okres Pardubice
1. Holice
2. Pardubice
3. Přelouč

### Okres Svitavy
1. Litomyšl
2. Moravská Třebová
3. Polička
4. Svitavy

### Okres Ústí nad Orlicí
1. Česká Třebová
2. Králíky
3. Lanškroun
4. Ústí nad Orlicí
5. Vysoké Mýto
6. Žamberk

## Kraj Vysočina

### Okres Havlíčkův Brod
1. Havlíčkův Brod
2. Chotěboř
3. Světlá nad Sázavou

### Okres Jihlava
1. Jihlava
2. Telč

### Okres Pelhřimov
1. Humpolec
2. Pacov
3. Pelhřimov

### Okres Třebíč
1. Moravské Budějovice
2. Náměšť nad Oslavou
3. Třebíč

### Okres Žďár nad Sázavou
1. Bystřice nad Pernštejnem
2. Nové Město na Moravě
3. Velké Meziříčí
4. Žďár nad Sázavou

## Jihomoravský kraj

### Okres Blansko
1. Blansko
2. Boskovice

### Okres Brno-město
1. Brno

### Okres Brno-venkov
1. Ivančice
2. Kuřim
3. Pohořelice
4. Rosice
5. Šlapanice
6. Tišnov
7. Židlochovice

### Okres Břeclav
1. Břeclav
2. Hustopeče
3. Mikulov

### Okres Hodonín
1. Hodonín
2. Kyjov
3. Veselí nad Moravou

### Okres Vyškov
1. Bučovice
2. Slavkov u Brna
3. Vyškov

### Okres Znojmo
1. Moravský Krumlov
2. Znojmo

## Olomoucký kraj

### Okres Jeseník
1. Jeseník

### Okres Olomouc
1. Litovel
2. Olomouc
3. Šternberk
4. Uničov

### Okres Prostějov
1. Konice
2. Prostějov

### Okres Přerov
1. Hranice
2. Lipník nad Bečvou
3. Přerov

### Okres Šumperk
1. Mohelnice
2. Šumperk
3. Zábřeh

## Moravskoslezský kraj

### Okres Bruntál
1. Bruntál
2. Krnov
3. Rýmařov

### Okres Frýdek-Místek
1. Frýdek-Místek
2. Frýdlant nad Ostravicí
3. Jablunkov
4. Třinec

### Okres Karviná
1. Bohumín
2. Český Těšín
3. Havířov
4. Karviná
5. Orlová

### Okres Nový Jičín
1. Bílovec
2. Frenštát pod Radhoštěm
3. Kopřivnice
4. Nový Jičín
5. Odry

### Okres Opava
1. Hlučín
2. Kravaře
3. Opava
4. Vítkov

### Okres Ostrava-město
1. Ostrava

## Zlínský kraj

### Okres Kroměříž
1. Bystřice pod Hostýnem
2. Holešov
3. Kroměříž

### Okres Uherské Hradiště
1. Uherský Brod
2. Uherské Hradiště

### Okres Vsetín
1. Rožnov pod Radhoštěm
2. Valašské Meziříčí
3. Vsetín

### Okres Zlín
1. Luhačovice
2. Otrokovice
3. Valašské Klobouky
4. Vizovice
5. Zlín